# Nanticoke
Nanticoke, konfederacija plemena američkih Indijanaca s rijeke Nanticoke u Marylandu u Delawareu. Savez obuhvaća plemena Annamessicks, Arseek, Choptank, Cuscarawaoc, Manokin, Nanticoke, Nause, Ozinies, Sarapinagh, Tocwogh,  Wicocomoco, Wicomese. Danas njih oko 500 živi u Delawareu, dok su ostali konfederirani u plemenima Delaware, Brotherton u Wisconsinu i s Irokezima u New Yorku. U domorodačko vrijeme bilo ih je oko 2,700 prema skromnom Mooneyu.

## Ime
Naticoke dolazi od Nentego, varijanta je od delawarskog Unechtgo, ili Unalachtigo, "Tidewater people," što je jedna od glavnih grana Delawara, pa bi po ovome Nanticoke i Unalachtigo Indijanci bili imenjaci. Ostali nazivi za Nanticoke su Otayáchgo i Tawachguáns, kako ih nazivaju Mahican i Delaware, kako oni žive na Delmarva (vidi  Arhivirana inačica izvorne stranice od 13. lipnja 2007. (Wayback Machine)) poluotoku sa svih strana okruženi morem, osim uskim prolazom kojim su na sjeveru spojeni s kopnom, dani su im prema lokaciji u značenju "Bridge people," isto vrijedi i za naziv Skaniadaradighroonas, kako ih prozvaše Irokezi i označava "Beyond-the-sea people."  Za Mohawk naziv Ganniataratich-rone ne navodi se značenje, ali moguće je isto nastao na sličan način. -Rone, je oblik od -ronnon, koji označava ljude ili narod.

## Jezik
Jezik nanticoke najbliži je jeziku delaware, i pripadaju porodici Algonquian. Posljednji govornik nanticoke jezika bila je Lydia Clark, umrla između 1840 i 1850.

## Sela
- Ababco, ovo je po svoj prilici selo istoimene bande Choptanka, nalazilo se na južnoj obali rijeke Choptank, blizu Secretary Creeka u okrugu Dorchester.
- Askimimkansen, možda Nanticoke, kod rijeke Pocomoke, možda u okrugu Worcester.
- Byengeahtein, možda u okrugu Dauphin ili Lancaster, Pennsylvania. Bilo je miješano.
- Chenango, s miješanom populacijom, na rijeci Chenango kod Binghamton, New York.
- Hutsawap, selo bande Hutsawap koji pripadaju Choptankima, okrug Dorchester.
- Locust Necktown, selo pravih Nanticoke Indijanaca, poznatih i kao Wiwash, na rijeci Choptank, okrug Dorchester.
- Matchcouchtin, selo Nanticoke plemena, možda u Pennsylvaniji.
- Matcheattochousie, pleme Nanticoke, možda u Pennsylvaniji.
- Natahquois, Nanticoke vlastiti, nalazilo se izgleda na istočnoj obali Marylanda ili na Susquehanni, Pennsylvania.
- Nause, selo istoimenog plemena, na sjevernoj obali rijeke Nanticoke blizu ušća.
- Pekoinoke, Nanticoke vlastiti, održalo se u Marylandu do 1755.
- Pohemkomeati, na donjoj Susquehanna River, Pennsylvania.
- Teahquois, Nanticoke vlastiti, po svoj prilici na donjoj Susquehanna, Pennsylvania.
- Tequassimo, banda i selo Choptank Indijanaca, na južnoj obali Choptank Rivera.
- Tocwogh, glavno selo istoimenog plemena, na južnoj strani rijeke Chester River u okrugu Queen Anne, a kasnije na južnoj strani rijeke Sassafras u okrugu Kent.
- Witichquaom, Nanticoke vlastiti, kod rijeke Susquehanna River u južnoj Pennsylvaniji

## Plemena
- Annamessicks, na jugu okruga Somerset.
- Arseek
- Choptank, na rijeci Choptank.
  - Ababco
  - Hutsawap
  - Tequassimo
- Cuscarawaoc,  Nanticoke River u Marylandu i Delawareu.
- Manokin, na rijeci Manokin na sjeveru okruga Somerset.
- Nanticoke vlastiti (Wiwash), donji tok rijeke Nanticoke.
- Nause, na jugu okruga Dorchester.
- Ozinies, doji tok rijeke Chester; možda su dio Wicomese Indijanaca, a moguće da su i identični, smatra Swanton.
- Sarapinagh
- Tocwogh, na rijeci Sassafras, okruzi Cecil i Kent.
- Wicocomoco, na rijeci Wicocomoco u okruzima Somerset i Wicocomoco.
- Wicomese, u okrugu Queen Anne's.

## Povijest
Kada su prvi puta otkriveni od Europljana Nanticoke su živjeli duž istočne obale rijeke Nanticoke, gdje se nalazilo (1608.) i njihovo glavno selo također zvano Nanticoke. U rat s marylandskim kolonistima dolaze od 1642. pa do 1678. kada je sklopljen mir. Dvadeset godina kasnije, 1698., za njihove potrebe utemeljeni su rezervati. Ipak nešto kasnije, 1725., Nanticoke počinju postupno migrirati prema sjeveru, zaustavivši se kraće vrijeme na rijeci Susquehanni, da bi se na koncu smjestili u Oswegu, Chenangu i Chugnutu u državi New York. Dio je plemena pod imenom Wiwash ostao u Marylandu. Neki od onih u New Yorku pomiješali su se s Irokezima, ali ih glavnina krene put zapada, u Ohio i Indianu, gdje su se 1784. priključili Delawarcima. 
Pleme Choptank također je ostalo u starom kraju na rijeci Choptank u okrugu Dorchester, gdje još 1837. imaju potomaka ali su se jako pomiješali s crncima. Pleme Wicocomoco koje je također ostalo na svom plemenskom staništu, vjerojatno imaju sudbinu sličnu Choptankima.

## Etnografija
Nanticoke su poznati kao veliki ribari, traperi i lovci, a nose i reputaciju velikih čarobnjaka, od čega su druga plemena zazirala. Vrhovni poglavica imao je moć nad svim selima koja su pripadala naciji Nanticoka i zastupa interes svakog plemena koje pripada Nanticokama i koja imaju podređene poglavice. 
Sela su ograđivali fortifikacijama zbog zaštite od napada neprijateljskih plemena.

## Vanjske poveznice
- Nanticoke Indian Tribe (slike)